# Royal Mail Ship

Royal Mail Ship (RMS: "Buque del Correo Real"), también denominado Royal Mail Steamship (o Steamer), es un acrónimo naval utilizado en los transatlánticos que transportan el correo de la Royal Mail británica. Algunos barcos famosos con este acrónimo fueron el RMS Lusitania, el RMS Titanic, el RMS Empress of Ireland, el RMS Queen Mary, y también el RMS Queen Elizabeth 2.
La denominación Royal Mail Ship empezó a ser usada en 1840, y fue utilizada por un gran número de compañías, pero frecuentemente es asociada con la Cunard Line, la cual hizo con la Royal Mail un gran contrato de transporte y utilizó el prefijo tradicional RMS en casi todos sus navíos. Hoy en día continúa usándolo en su buque insignia, el RMS Queen Mary 2.

## Lista de buques RMS
| Nombre               | Línea                       | Viaje inaugural | Retirada de servicio | Destino                                        |
| -------------------- | --------------------------- | --------------- | -------------------- | ---------------------------------------------- |
| Adriatic             | White Star                  | 1907            | 1934                 | Desguazado                                     |
| Alcantara            | Royal Mail Steam Packet     | 1913            | 1916                 | Hundido por acción enemiga                     |
| Alcantara            | Royal Mail Steam Packet     | 1926            | 1958                 | Desguazado                                     |
| Andes                | Royal Mail Steam Packet     | 1913            | 1929                 | Renombrado como Atlantis                       |
| Andes                | Royal Mail Steam Packet     | 1939            | 1959                 | Desguazado                                     |
| Aquitania            | Cunard                      | 1914            | 1950                 | Desguazado                                     |
| Arabia               | Peninsular and Oriental     | 1898            | 1916                 | Hundido                                        |
| Arlanza              | Royal Mail Steam Packet     | 1912            | 1938                 | Desguazado                                     |
| Arundel Castle       | Union-Castle                | 1921            | 1959                 | Desguazado                                     |
| Atlantic             | White Star                  | 1871            | 1873                 | Hundido                                        |
| Atrato               | Royal Mail Steam Packet     | 1853            | 1884                 | Hundido                                        |
| Baltic               | White Star                  | 1904            | 1933                 | Desguazado                                     |
| Berengaria           | Cunard                      | 1913            | 1938                 | Desguazado                                     |
| Britannia            | Cunard                      | 1840            | 1880                 | Hundido                                        |
| Ben My Chree         | Isle of Man Steam Packet    | 1927            | ?                    | ?                                              |
| Campania             | Cunard                      | 1893            | 1918                 | Hundido                                        |
| Carmania             | Cunard                      | 1905            | 1932                 | Desguazado                                     |
| Caronia              | Cunard                      | 1905            | 1933                 | Desguazado                                     |
| Caronia              | Cunard                      | 1949            | 1974                 | Desguazado                                     |
| Carpathia            | Cunard                      | 1903            | 1918                 | Hundido por acción enemiga                     |
| Cedric               | White Star                  | 1903            | 1932                 | Desguazado                                     |
| Celtic               | White Star                  | 1901            | 1928                 | Encallado en las rocas; desguazado en el sitio |
| Dunottar Castle      | Union-Castle                | 1890            | 1915                 | Hundido                                        |
| Empress of Asia      | Canadian Pacific            | 1913            | 1942                 | Hundido por acción enemiga                     |
| Empress of Australia | Canadian Pacific            | 1922            | 1952                 | Desguazado                                     |
| Empress of Australia | Canadian Pacific            | 1953            | 1956                 | Desguazado                                     |
| Empress of Britain   | Canadian Pacific            | 1906            | 1930                 | Desguazado                                     |
| Empress of Britain   | Canadian Pacific            | 1931            | 1940                 | Hundido por acción enemiga                     |
| Empress of Britain   | Canadian Pacific            | 1956            | 2008                 | Desguazado                                     |
| Empress of Canada    | Canadian Pacific            | 1922            | 1943                 | Hundido por acción enemiga                     |
| Empress of Canada    | Canadian Pacific            | 1929            | 1953                 | Desguazado                                     |
| Empress of Canada    | Canadian Pacific            | 1961            | 2003                 | Desguazado                                     |
| Empress of China     | Canadian Pacific            | 1891            | 1912                 | Desguazado                                     |
| Empress of England   | Canadian Pacific            | 1957            | 1975                 | Desguazado                                     |
| Empress of France    | Canadian Pacific            | 1914            | 1931                 | Desguazado                                     |
| Empress of India     | Canadian Pacific            | 1891            | 1919                 | Desguazado                                     |
| Empress of India     | Canadian Pacific            | 1908            | 1928                 | Desguazado                                     |
| Empress of Ireland   | Canadian Pacific            | 1906            | 1914                 | Hundido                                        |
| Empress of Japan     | Canadian Pacific            | 1891            | 1926                 | Desguazado                                     |
| Empress of Japan     | Canadian Pacific            | 1930            | 1966                 | Incendiado y vendido como chatarra             |
| Empress of Russia    | Canadian Pacific            | 1913            | 1945                 | Desguazado                                     |
| Empress of Scotland  | Canadian Pacific            | 1906            | 1930                 | Desguazado                                     |
| Empress of Scotland  | Canadian Pacific            | 1930            | 1966                 | Incendiado y vendido como chatarra             |
| Etruria              | Cunard                      | 1885            | 1909                 | Desguazado                                     |
| Fenella              | Isle of Man Steam Packet    | 1937            | ?                    | ?                                              |
| Franconia            | Cunard                      | 1911            | 1916                 | Hundido por acción enemiga                     |
| Homeric              | White Star                  | 1922            | 1935                 | Desguazado                                     |
| Ivernia              | Cunard                      | 1955            | 1973                 | Desguazado                                     |
| King Orry            | Isle of Man Steam Packet    | 1911            | ?                    | ?                                              |
| Laconia              | Cunard                      | 1912            | 1917                 | Hundido por acción enemiga                     |
| Laconia              | Cunard                      | 1922            | 1942                 | Hundido por acción enemiga                     |
| Lady of Mann         | Isle of Man Steam Packet    | 1930            | ?                    | ?                                              |
| Lancastria           | Cunard                      | 1922            | 1940                 | Hundido por acción enemiga                     |
| Leinster             | City of Dublin Steam Packet | 1896            | 1918                 | Hundido por acción enemiga                     |
| Lucania              | Cunard                      | 1893            | 1909                 | Desguazado                                     |
| Lusitania            | Cunard                      | 1907            | 1915                 | Hundido por acción enemiga                     |
| Majestic             | White Star                  | 1890            | 1914                 | Desguazado                                     |
| Majestic             | White Star                  | 1922            | 1939                 | Incendiado y vendido como chatarra             |
| Maloja               | Peninsular and Oriental     | 1923            | 1954                 | Desguazado                                     |
| Mauretania           | Cunard                      | 1907            | 1935                 | Desguazado                                     |
| Mauretania           | Cunard                      | 1939            | 1965                 | Desguazado                                     |
| Medina               | Peninsular and Oriental     | 1911            | 1917                 | Hundido por acción enemiga                     |
| Mona's Queen         | Isle of Man Steam Packet    | 1934            | ?                    | ?                                              |
| Mooltan              | Peninsular and Oriental     | 1923            | 1953                 | Desguazado                                     |
| Niagara              | Union Steamship             | 1912            | 1940                 | Hundido por acción enemiga                     |
| Oceanic              | White Star                  | 1871            | 1896                 | Desguazado                                     |
| Oceanic              | White Star                  | 1899            | 1914                 | Hundido                                        |
| Olympic              | White Star                  | 1911            | 1935                 | Desguazado                                     |
| Peel Castle          | Isle of Man Steam Packet    | 1894            | ?                    | ?                                              |
| Queen Elizabeth      | Cunard                      | 1940            | 1968                 | Incendiado y hundido                           |
| Queen Elizabeth 2    | Cunard                      | 1969            | 2008                 | Barco museo y hotel en Puerto Rashid, Dubái    |
| Queen Mary           | Cunard                      | 1936            | 1967                 | Barco museo y hotel en Long Beach, California  |
| Queen Mary 2         | Cunard                      | 2004            |                      | En servicio                                    |
| Republic             | White Star                  | 1903            | 1909                 | Hundido                                        |
| Royal Adelaide       | City of Dublin Steam Packet | 1838            | 1849                 | Hundido                                        |
| Saxonia              | Cunard                      | 1954            | 1971                 | Desguazado                                     |
| Scythia              | Cunard                      | 1921            | 1958                 | Desguazado                                     |
| Segwun               | Muskoka Steamships          | 1887            |                      | Restaurado; en servicio                        |
| Servia               | Cunard                      | 1881            | 1901                 | Desguazado                                     |
| Snaefell             | Isle of Man Steam Packet    | 1910            | 1918                 | Hundido por acción enemiga                     |
| St Helena            | Gobierno del Reino Unido    | 1990            |                      | En servicio                                    |
| Tayleur              | White Star                  | 1854            | 1854                 | Hundido en su viaje inaugural                  |
| Teutonic             | White Star                  | 1889            | 1921                 | Desguazado                                     |
| Titanic              | White Star                  | 1912            | 1912                 | Hundido en su viaje inaugural                  |
| Trent                | Royal Mail Steam Packet     | 1841            | 1865                 | Desguazado                                     |
| Tynwald              | Isle of Man Steam Packet    | 1937            | ?                    | ?                                              |
| Umbria               | Cunard                      | 1884            | 1910                 | Desguazado                                     |
| Windsor Castle       | Union-Castle                | 1922            | 1943                 | Hundido por acción enemiga                     |
| Windsor Castle       | Union-Castle                | 1960            | 1998                 | Desguazado                                     |
| Viceroy of India     | Peninsular and Oriental     | 1927            | 1942                 | Hundido por acción enemiga                     |